# Góra Giedymina
Góra Giedymina, Góra Zamkowa (lit. Pilies kalnas) – wzgórze na Wysoczyźnie Miednickiej, w Wilnie, na Starym Mieście, na lewym brzegu Wilii, u ujścia Wilejki.
Góra Zamkowa, dawniej zwana Górą Turzą, ma charakter antropogeniczny. Na wschód od wzgórza, na prawym brzegu Wilejki, wznosi się Góra Trzykrzyska.
Na Górze Giedymina wzniesiono Zamek Górny, wzmiankowany w 1323, zniszczony częściowo w 1661 w czasie wojny polsko-rosyjskiej. W 1830 na wzgórzu i wokół niego zbudowano twierdzę Wilno, zniesioną w 1878.